# Cato Savij von Lerville
Cato Savij Edler von Lerville (* 24. August 1850 in Fiume, Kaisertum Österreich; † 20. Juni 1920 in Bozen, Italien) war ein österreichischer Feldmarschallleutnant.

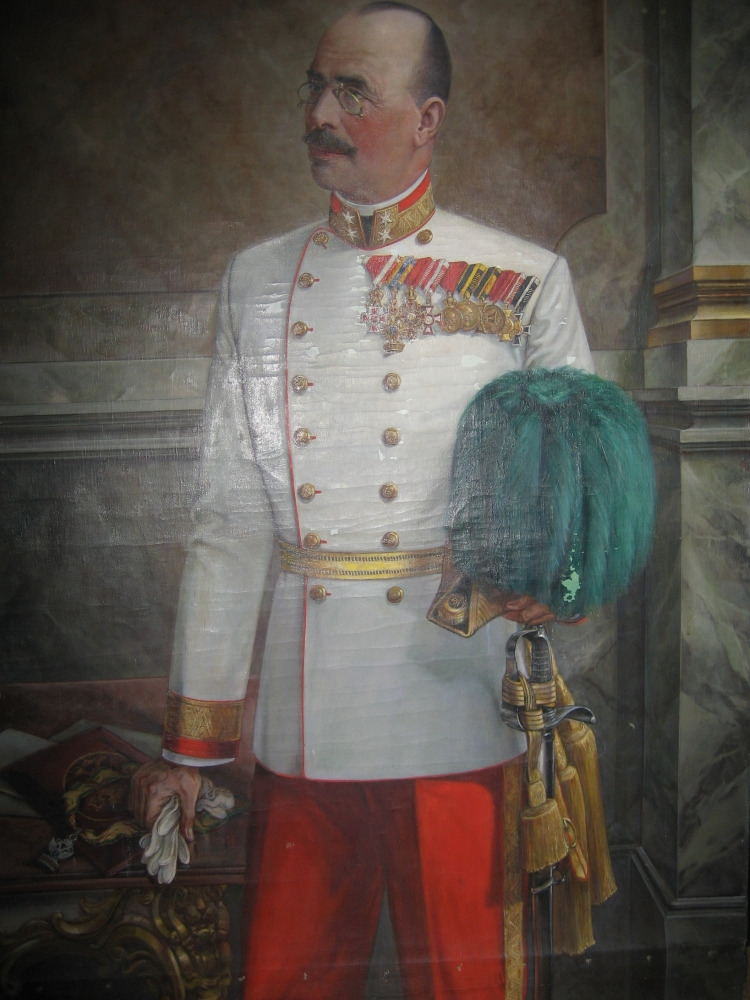
Feldmarschalleutnant Cato Savij von Lerville (gemalt von Rudolf Adámek)

## Leben
Savij wurde per 1. September 1870 als Leutnant der k.u.k. Armee ausgemustert und begann seine militärische Laufbahn beim k.u.k. Infanterieregiment Nr. 37. 1894 war er beim Landesschützenregiment Nr. III in Trient Major und Kommandant des Landesschützenbataillons Rovereto-Sarca Nr. IX. Von November 1899 bis Mai 1906 war Savij als Oberstleutnant bzw. Oberst Kommandant des k.k. Landesschützenregiments Nr. II in Bozen.
1906 übernahm er das Kommando der 88. Landesschützenbrigade Innsbruck als Teil der 44. Landwehr-Infanterietruppendivision Innsbruck, per 1. November 1906 wurde er zum Generalmajor befördert.
1909 als Kommandant der 6. Infanteriebrigade Salzburg (3. Infanterietruppendivision Linz des 14. Korps) betraut, wurde Savij ab 1910 dem 1. Korpskommando zu Krakau zugeteilt, wo er per 1. November 1911 zum Feldmarschalleutnant befördert wurde.
Mit 1. Mai 1912 ging Cato Savij, inzwischen mit dem Titel "Edler von Lerville" in den Militäradel erhoben, in Bozen in Pension. Er starb am 20. Juni 1920 an Nierenbeckenentzündung und wurde am 23. Juni 1920 um 15:45 Uhr am Bozener Soldatenfriedhof in der Arkade Süd, Grab Nr. 93, beerdigt. Savij war verheiratet und röm.-kath. Konfession.

## Auszeichnungen
Savij wurden im Laufe seiner militärischen Laufbahn zum Ritter des Leopold-Ordens, zum Ritter des Ordens der Eisernen Krone sowie zum Ritter des Franz-Joseph Ordens ernannt und erhielt das Militärverdienstkreuz, die Kriegsmedaille, das Dienstzeichen für Offiziere 2. Klasse, die Bronzene Jubiläumserinnerungsmedaille für die bewaffnete Macht sowie das Militär-Jubiläumskreuz.